# ليزلي جيديس
ليزلي جيديس (بالإنجليزية: Leslie A. Geddes)‏ (و. 1921 – 2009 م) هو مهندس  وكان عضواً في جمعية مهندسي الكهرباء والإلكترونيات، والأكاديمية الوطنية للهندسة .
توفي عن عمر يناهز 88 عاماً.

## جوائز
حصل على جوائز منها:
- وسام إديسون (1994)
- قلادة العلوم الوطنية الأمريكية في مجال التكنولوجيا والإبتكار.